# 岡崎照幸
岡崎 照幸 （おかざき てるゆき、1931年〈昭和6年〉6月22日 - 2020年〈令和2年〉4月21日）は、アメリカ合衆国で活躍した日本の空手家。福岡県出身。国際松濤館空手連盟の創設者の一人。船越義珍や中山正敏と共に、日本空手協会の指導教育プログラムの設立に尽力した。
2020年4月21日、新型コロナウイルス感染症による肺炎のためペンシルベニア州フィラデルフィアにて、88歳で死去。